# Didier Mazel
Didier Mazel, né le 3 août 1960 à Paris, est un généticien français. Il est professeur à l'Institut Pasteur depuis 2012. Il est membre de l'Académie américaine de microbiologie depuis 2014, membre de l'Académie européenne de microbiologie (en) depuis 2017 et membre de l'Academia Europaea depuis 2021.

## Formation et carrière
Didier Mazel a étudié la biochimie et la génétique à l'Université Pierre et Marie Curie (aujourd'hui Sorbonne Université) et a soutenu son doctorat en génétique moléculaire et cellulaire en 1990, pour ses travaux sur la caractérisation des gènes codant les complexes de récolte de la lumière chez les cyanobactéries et leur régulation par la composition spectrale de la lumière.
Après avoir commencé sa carrière à l'Institut Pasteur en tant que boursier de la fondation Roux en 1987 jusqu'en 1989 il devient assistant de recherche (1990-1994) puis Chargé de Recherche (1995-2001), et directeur de recherche (2002-2011) à l'Institut Pasteur. Il rejoint, en 1996, le laboratoire de Julian Davies à Vancouver (Département de Microbiologie et Immunologie, Université de Colombie Britannique) en tant que chercheur invité pour travailler sur la résistance aux antibiotiques et les intégrons. Il obtient une Habilitation à Diriger des Recherches (HDR) en 2000 à l'Université Denis-Diderot Paris 7. 
En 1998, il devient ensuite chef de groupe (" Super-intégrons et innovation bactérienne ") dans l'Unité de Programmation Moléculaire et Toxicologie Génétique (dirigée par le Pr Maurice Hofnung) à l'Institut Pasteur. 
Depuis 2004, il dirige l'Unité Plasticité du Génome Bactérien à l'Institut Pasteur (CNRS UMR 3525) et est nommé Professeur à l'Institut Pasteur en 2012. 
Parmi ses fonctions occupées durant sa carrière à l'Institut Pasteur, il convient également de noter :
- Directeur adjoint du département Génomes et Génétique de l'Institut Pasteur (2006-2009)
- Directeur du département Génomes et Génétique à l'Institut Pasteur (2009-2018)
- Directeur adjoint à l'évaluation scientifique à l'Institut Pasteur (2020-)

## Œuvre scientifique
Les travaux scientifiques de Didier Mazel sont centrés sur la génétique des bactéries, la dynamique des échanges génétiques horizontaux caractéristiques de cette branche du vivant, leur mécanique et leur impact évolutif. 
Didier Mazel a commencé sa carrière sur l'étude des cyanobactéries et a effectué une thèse sur la caractérisation des gènes codant les complexes de récolte de la lumière chez les cyanobactéries et leur régulation par la composition spectrale de la lumière. En parallèle, il a démontré que les contraintes métaboliques liées à la disponibilité du soufre élémentaire dans les différents types d'eau colonisés par les cyanobactéries, étaient imprimées dans leurs séquences protéiques.
Il s'est ensuite intéressé au statut particulier de la méthionine, un acide aminé soufré, dans l'initiation de la traduction, et a étudié les étapes de formylation/déformylation du processus d'initiation de la traduction chez les bactéries. Il a notamment identifier le gène de la polypeptide déformylase (PDF) chez la bactérie Escherichia coli et a montré que cette activité essentielle à la croissance bactérienne était une cible idéale pour le développement de nouveaux antibiotiques,.
Il commence à s’intéresser aux intégrons et à la résistance aux antibiotiques lorsqu'il rejoint le laboratoire de Julian Davies à l’University of British Columbia à  Vancouver au Canada, en tant que chercheur invité. À l'époque, l'origine de ce système génétique, que l'on a trouvé exclusivement associé au développement et à la propagation de résistances multiples aux antibiotiques chez les bactéries pathogènes à Gram-négatif, était inconnue. Dans ces éléments, les gènes de résistance sont hébergés dans des unités mobiles indépendantes appelées cassettes de gène. En se basant sur la divergence entre les trois types d'intégrons impliqués dans la propagation de la résistance, il a proposé que l'origine du système était beaucoup plus ancienne que l'utilisation des antibiotiques par l'homme et que les éléments ancestraux avaient probablement un rôle plus large. Il découvre le premier exemple de ces intégrons ancestraux dans le génome de Vibrio cholerae. De retour à l’Institut Pasteur, il montre que les intégrons chromosomiques sédentaires, et parmi eux les super-intégrons qui portent des centaines de cassettes, se retrouvent couramment dans les génomes de divers genres bactériens environnementaux tels que Vibrio, Xanthomonas ou Pseudomonas,. Ses travaux ont donné lieu à plusieurs contributions importantes à l'étude des effets indirects des antibiotiques et de la résistance aux antibiotiques, en soulignant leur relation importante avec la physiologie bactérienne ainsi qu’à la compréhension des mécanismes de recombinaison des intégrons pour la capture et la dissémination des gènes de résistance. En particulier, il a proposé un nouveau modèle qui implique l'utilisation d'une molécule d'ADN à simple brin comme intermédiaire, explique certains des paradoxes précédemment observés dans ce système. Il a également démontré l'existence de ce modèle in vivo (dans un organisme vivant) et son application à d'autres éléments génétiques impliqués dans les transferts horizontaux de gènes, tels que le phage CTX. Avec ses collaborateurs, Ils ont démontré que cette nouvelle activité a évolué à partir d'une tyrosine-recombinase canonique et que la recombinaison des intégrons est contrôlée par la réponse SOS bactérienne et que de nombreux antibiotiques, qui ne ciblent pas directement le métabolisme de l'ADN, peuvent activer ce système de réponse au stress chez les bactéries lorsqu'ils sont présents à des concentrations subinhibitrices. Ainsi, les antibiotiques peuvent non seulement déclencher la recombinaison et la capture de cassettes de résistance, mais augmentent également les chances de développement de la résistance par des mutations ponctuelles,,. Ils ont également démontré que les propriétés des intégrons peuvent être utilisées en biotechnologie.
Didier Mazel et ses collaborateurs se sont aussi intéressé à l'organisation et la maintenance du génome de Vibrio cholerae , qui comme chez toutes les espèces de Vibrio, est constitué de 2 chromosomes circulaires. Ces études ont permis d’identifier le mécanisme unique qui coordonne la réplication du second chromosome à celle du premier chromosome chez tous les Vibrio, et qui assure une terminaison synchrone de la réplication pour les deux réplicons,. Le mécanisme détaillé est encore inconnu.
En 2019, Didier Mazel et son équipe ont développé un nouvel antimicrobien basés sur l'utilisation de système toxine-antitoxines de type II et d'intéines. Ils ont mis au point un système original qui tue spécifiquement Vibrio cholerae dans des populations complexes en laissant le reste du microbiote intact. Ces outils pourraient compléter l’action des  antibiotiques classiques à large spectre utilisés en clinique et être moins sujets au développement de résistances bactériennes.

## Honneurs et distinctions

### Membre de sociétés savantes
- Membre de la Société française de Microbiologie (depuis 1990)
- Membre de l'American society for microbiology (depuis 1997)
- Membre de la Société française de Génétique (depuis 2015)
- Membre de "Plasmid Biology Society"

Didier Mazel a également été élu à :
- L'Académie américaine de microbiologie depuis 2014
- L'Académie européenne de microbiologie (en) (depuis 2017)
- L'Academia Europaea (2021)

### Prix
- Lauréat du prix Jean Pierre Lecocq 2006 de l'Académie des Sciences de France (2006)
- Lauréat du prix Pasteur Vallery-Radot 2010 de la Bibliothèque Nationale de France (2010)
- Lauréat d'une chaire d'excellence Louis Pasteur (2016)

## Autres informations

### Autres fonctions
- Président du conseil scientifique et stratégique de l'IRT BIOASTER (depuis 2018)
- Membre de Faculty Opinions(ex F1000)